# フォートマーシー
フォートマーシー（Fort Marcy、1964年 - 1991年）は、アメリカ合衆国のサラブレッドの競走馬。アメリカでは裏街道にあたる芝路線で活躍した競走馬ながら、1970年にアメリカ年度代表馬に選出された。1998年にアメリカ競馬殿堂入りを果たした。

## 経歴

### 幼駒時代
アメリカの名オーナーブリーダーであったポール・メロンの所有するロークビーステーブルで生産されたサラブレッドである。エリオット・バーチ調教師に預けられ、2歳になった1966年より競走馬としてデビューした。デビュー戦は5月14日のアケダクト競馬場で7着、その後9月の未勝利戦で、6戦目にして初勝利を挙げた。この年10戦をこなしているが、勝ち星は9月のそれのみと目立ったものではなかった。
フォートマーシーは、ダート競走が主流のアメリカ競馬において裏街道に当たる芝競走を中心に走っていた馬であったが、2歳時はすべてダートの競走に登録されていた。路線を芝路線へと転換するのは、3歳の2月頃からであった。

### 芝路線での飛躍
6月の初頭には芝競走で初勝利を挙げ、同じく6月のロングブランチステークスで芝のステークス競走で初優勝を手にした。以後同年のナシュアハンデキャップ、タイダルハンデキャップ、バーナードバラックハンデキャップと芝の主要競走を勝ち進んでいった。そして同年の末には当時最大級の芝競走であったワシントンDCインターナショナルでダマスカスと対決、これをハナ差で破って優勝を果たした。同年の年度代表馬選考において、フォートマーシーは最優秀芝牡馬に選出された。
フォートマーシーは翌年以降もその力量を衰えさせず、芝路線で猛威を振るい続けた。古馬となって初年度の1968年はドクターフェイガーやチャーアレクサンダーといった強豪を相手にしたこともあり、戦績は13戦3勝（2着6回）と勝ちに恵まれず、また年末のワシントンDCインターナショナルではサーアイヴァーに敗れて3着であった。しかしその内容は悪いものではなく、サンセットハンデキャップでは当時の古豪クイッケンツリーやフィドルアイルらを破っての勝利であった。クイッケンツリーやフィドルアイルとは、その後も同路線で対決していくことになる。
この1968年当時の年度代表馬選考はデイリーレーシングフォーム (DRF) とサラブレッド競馬協会 (TRA) が個別に行っていた。この年、DRFによる年度代表馬選考では、芝競走でも活躍したドクターフェイガーが最優秀芝牡馬部門を含む4部門で受賞を果たしていたが、同様に年度代表馬選考を行っていたTRAの選考では同年の最優秀芝牡馬としてフォートマーシーが選出されている。このため、後年の資料においては同年はドクターフェイガーとフォートマーシーの2頭が受賞したことになっている。
翌1969年はハリウッドパークインビテーショナルターフハンデキャップなどに優勝、13戦5勝の戦績を挙げた。同年は南アフリカ共和国からの移籍馬ハワイが芝路線に現れ、フォートマーシーとも対戦を繰り返した。両馬は7月のタイダルハンデキャップで初対戦し、ここではフォートマーシーが勝利（ハワイ3着）している。以後ケリーオリンピックハンデキャップ（フォートマーシー1着・ハワイ3着）、ユナイテッドネイションズ招待ハンデキャップ（ハワイ1着・フォートマーシー3着）、マンノウォーステークス（ハワイ1着・フォートマーシー3着）と対決を繰り返したが、同年のワシントンDCインターナショナル（ハワイ2着）にフォートマーシーは出走せず、年度代表馬選考においてもハワイに最優秀芝牡馬の称号を奪われてしまった。

### 年度代表馬へ
1970年、フォートマーシーの6歳シーズンは同馬の全盛期であった。クイッケンツリーやフィドルアイル、ドラムトップらを相手にしながらアメリカ東西の芝競走13戦に出走し、センチュリーハンデキャップとディキシーハンデキャップではレコードタイムを記録して優勝している。敗れた競走でも2着や3着に食い込むことが多く、サンフアンカピストラーノハンデキャップではクイッケンツリーとフィドルアイル同着決着にハナ差届かずの3着であった。
9月にユナイテッドネイションズ招待ハンデキャップで優勝すると、翌戦のマンノウォーステークスを4度目の挑戦にして初制覇を果たし、さらに年末のワシントンDCインターナショナルも再び優勝して3連勝を飾った。この戦績が評価され、フォートマーシーは同年の最優秀芝牡馬、さらに芝路線の競走馬ながらにして年度代表馬として選出される快挙となった。
翌年1971年がフォートマーシーにとって最後のシーズンとなり、8戦をこなしたが1勝も挙げることなくその年を終えた。前年に続いてドラムトップ、さらにチリからの移籍馬クーガーらを相手に苦戦し、またディキシーハンデキャップでは1位入線ながらも降着（4着）で敗れている。9月に出走したケリーオリンピックハンデキャップ3着を最後に引退した。

## 引退後
引退後は故郷のロークビーファームで過ごし、1991年に死亡した。後の1998年、アメリカ競馬殿堂はフォートマーシーの戦績を評価して、同馬を殿堂馬の1頭として迎えることを発表した。

## 評価

### 主な勝鞍
※当時はグレード制未導入
1966年（2歳） 10戦1勝
1967年（3歳） 18戦7勝
ロングブランチステークス、ナシュアハンデキャップ、バーナードブランチハンデキャップ、タイダルハンデキャップ、ワシントンDCインターナショナル
2着 - マンノウォーステークス
1968年（4歳） 13戦3勝
スターズ&ストライプスハンデキャップ、サンセットハンデキャップ
2着 - グレイラグハンデキャップ、ナッソーカウンティステークス、ケリーオリンピックハンデキャップ、マンノウォーステークス
1969年（5歳） 13戦5勝
ブーゲンビリアハンデキャップ、ハリウッドパークインビテーショナルターフハンデキャップ、タイダルハンデキャップ、ケリーオリンピックハンデキャップ
2着 - サンフアンカピストラーノハンデキャップ
1970年（6歳） 13戦5勝
ディキシーステークス、ボウリンググリーンハンデキャップ、ユナイテッドネイションズハンデキャップ、マンノウォーステークス、ワシントンDCインターナショナル
2着 - センチュリーハンデキャップ、ハリウッドインビテーショナルハンデキャップ、ケリーオリンピックハンデキャップ
1971年（7歳） 8戦0勝
2着 - ブーゲンビリアハンデキャップ、サンフアンカピストラーノハンデキャップ、ボウリンググリーンハンデキャップ、ハリウッドインビテーショナルターフハンデキャップ

### 年度代表馬
- 1967年 - アメリカ最優秀芝牡馬
- 1968年 - アメリカ最優秀芝牡馬（ドクターフェイガーと同時受賞）
- 1970年 - アメリカ最優秀芝牡馬、アメリカ最優秀古牡馬、年度代表馬（パーソナリティと同時受賞）

### 表彰
- 1975年 - アケダクト競馬場に、同馬の名を冠した「フォートマーシーステークス (G3) 」が創設される。
- 1998年 - アメリカ競馬名誉の殿堂博物館により、殿堂馬として選定される。
- 1999年 - ブラッド・ホース誌の選ぶ20世紀のアメリカ名馬100選において、第86位に選ばれる。

## 血統表
| フォートマーシーの血統（ネアルコ系 / 5代内アウトブリード） | フォートマーシーの血統（ネアルコ系 / 5代内アウトブリード） | フォートマーシーの血統（ネアルコ系 / 5代内アウトブリード） | （血統表の出典） | （血統表の出典） |
| 父 Amerigo 1955 栗毛 イギリス                              | 父の父Nearco 1935 青鹿毛 イタリア                          | Pharos                                                     | Phalaris         | Phalaris         |
| 父 Amerigo 1955 栗毛 イギリス                              | 父の父Nearco 1935 青鹿毛 イタリア                          | Pharos                                                     | Scapa Flow       |                  |
| 父 Amerigo 1955 栗毛 イギリス                              | 父の父Nearco 1935 青鹿毛 イタリア                          | Nogara                                                     | Havresac         | Havresac         |
| 父 Amerigo 1955 栗毛 イギリス                              | 父の父Nearco 1935 青鹿毛 イタリア                          | Nogara                                                     | Catnip           |                  |
| 父 Amerigo 1955 栗毛 イギリス                              | 父の母Sanlinea 1947 栗毛 イギリス                          | Precipitation                                              | Hurry On         | Hurry On         |
| 父 Amerigo 1955 栗毛 イギリス                              | 父の母Sanlinea 1947 栗毛 イギリス                          | Precipitation                                              | Double Life      |                  |
| 父 Amerigo 1955 栗毛 イギリス                              | 父の母Sanlinea 1947 栗毛 イギリス                          | Sun Helmet                                                 | Hyperion         | Hyperion         |
| 父 Amerigo 1955 栗毛 イギリス                              | 父の母Sanlinea 1947 栗毛 イギリス                          | Sun Helmet                                                 | Point Duty       |                  |
| 母 Key Bridge 1959 鹿毛 アメリカ                           | 母の父Princequillo 1940 鹿毛 アイルランド                  | Prince Rose                                                | Rose Prince      | Rose Prince      |
| 母 Key Bridge 1959 鹿毛 アメリカ                           | 母の父Princequillo 1940 鹿毛 アイルランド                  | Prince Rose                                                | Indolence        |                  |
| 母 Key Bridge 1959 鹿毛 アメリカ                           | 母の父Princequillo 1940 鹿毛 アイルランド                  | Cosquilla                                                  | Papyrus          | Papyrus          |
| 母 Key Bridge 1959 鹿毛 アメリカ                           | 母の父Princequillo 1940 鹿毛 アイルランド                  | Cosquilla                                                  | Quick Thought    |                  |
| 母 Key Bridge 1959 鹿毛 アメリカ                           | 母の母Blue Banner 1952 鹿毛 アメリカ                       | War Admiral                                                | Man o'War        | Man o'War        |
| 母 Key Bridge 1959 鹿毛 アメリカ                           | 母の母Blue Banner 1952 鹿毛 アメリカ                       | War Admiral                                                | Brushup          |                  |
| 母 Key Bridge 1959 鹿毛 アメリカ                           | 母の母Blue Banner 1952 鹿毛 アメリカ                       | Risque Blue                                                | Blue Larkspur    | Blue Larkspur    |
| 母 Key Bridge 1959 鹿毛 アメリカ                           | 母の母Blue Banner 1952 鹿毛 アメリカ                       | Risque Blue                                                | Risque F-No.2-n  |                  |

母キーブリッジはメロンの生産馬の1頭で、未出走で繁殖入りした馬であった。半弟に、トラヴァーズステークスなどに勝ったキートゥザミント（Key to the Mint 1969年生、牡馬）や、ユナイテッドネイションズ招待ハンデキャップ優勝馬のキートゥコンテント（Key to Content 1977年生、牡馬）などがいる。
父アメリゴはイギリス出身の競走馬で、3歳時にアメリカに移籍し、ハンデキャップ競走を中心に活躍した馬であった。主な勝鞍にサンフアンカピストラーノハンデキャップがある。フォートマーシー以外の代表産駒に、ハリウッドオークスなどに優勝したアメリゴレディ（Amerigo Lady 1964年生、牝馬）などがいる。

## 備考
1. ↑  後に統一化され、1971年にエクリプス賞が創設された。
2. ↑  ただしここでも再びDRFとTRAの表彰が分かれ、TRAはパーソナリティを年度代表馬に選出している。